# Jeffrey Dean Morgan
Jeffrey Dean Morgan (Seattle, 22 de abril de 1966) é um ator estadunidense. É mais conhecido por interpretar John Winchester em Supernatural, Negan em The Walking Dead e Denny Duquette em Grey's Anatomy. Também é conhecido pelas séries Weeds e The Good Wife, e pelos filmes P.S. I Love You, Watchmen, The Resident. e Fall

## Infância
Filho de Sandy Thomas e Richard Dean Morgan, nascido em Seattle, Washington, Morgan frequentou a Ben Frankling Elementary School, Rose Hill Junior High e Lake Washington High School, no subúrbio de Kirkland. Era jogador de basquete no ensino médio e na faculdade, até que um joelho machucado acabou com o desejo de uma carreira no esporte. Por um certo tempo foi artista gráfico.

## Carreira
Começou a se envolver com o mundo cinematográfico em 1991 com o filme Uncaged. Apareceu em muitos filmes, porém suas interpretações de maiores destaques foram na televisão, onde estrelou o seriado The Burning Zone. Desde 2000 sua carreira deslanchou com participações em seriados como ER, JAG, Walker, Texas Ranger, Angel, Tru Calling, CSI: Investigação Criminal, Sliders e Monk.
Entre 2005 e 2006, Morgan participou simultaneamente dos seriados Supernatural, Grey's Anatomy e Weeds, no qual nos dois primeiros citados, seus personagens morrem. Porém ele retornou a Grey's Anatomy decorrente de uma alucinação da personagem com que fez par romântico e a Supernatural como o pai dos Winchester que lhes ensina tudo nas duas primeiras temporadas.

Morgan havia sido escalado para o seriado "Correspondentes" da mesma criadora de Grey's Anatomy, porém a ABC preferiu seguir com o spin-off de Grey's Anatomy intitulado Private Practice o que tornou o futuro de Correspondentes incerto. Morgan também participou de filmes como P.S. I Love You, Days of Wrath e Watchmen. Apenas em 2010, seu currículo ganhou filmes como Os Perdedores, The Resident, Possessão, Shanghai, All Good Things, Red Dawn e Jonah Hex. Em 2015 foi anunciado como vilão Negan, na série norte-americana The Walking Dead, do canal AMC.

## Vida pessoal
Em algum ponto da juventude Morgan foi casado, de acordo com uma entrevista de 1993 para a Playboy. Pouco se sabe sobre o casamento ou o porquê do divórcio.
Morgan começou a namorar sua parceira de Weeds, Mary-Louise Parker, e anunciaram que estavam noivos em fevereiro de 2008, porém em abril do mesmo ano eles romperam o relacionamento.
Em 2009, Morgan iniciou um relacionamento com a atriz Hilarie Burton. Em março de 2010 nasceu o primeiro filho do casal, Augustus Dean Morgan. Em fevereiro de 2018 tiveram uma filha, George Virginia Morgan. Em 5 de outubro de 2019, Morgan e Burton se casaram em uma cerimônia íntima.

## Filmografia

### Filmes
| Ano  | Título                                                     | Personagem                   | Notas                |
| ---- | ---------------------------------------------------------- | ---------------------------- | -------------------- |
| 1991 | Uncaged                                                    | Sharkey                      |                      |
| 1995 | Dillinger and Capone                                       | Jack Bennett                 |                      |
| 1995 | Undercover Heat                                            | Ramone                       |                      |
| 1996 | In the Blink of an Eye                                     | Jessie                       | Filme para televisão |
| 1997 | Legal Deceit                                               | Todd Hunter                  |                      |
| 1999 | Road Kill                                                  | Bobby                        |                      |
| 2003 | Something More                                             | Daniel                       | Curta metragem       |
| 2004 | Dead & Breakfast                                           | The Sheriff                  |                      |
| 2004 | Six: The Mark Unleashed Monk \|\| Tom Newman steven leigth | Direto para o DVD serie      |                      |
| 2005 | Chasing Ghosts                                             | Det. Cole Davies             |                      |
| 2006 | Jam                                                        | Dale                         |                      |
| 2007 | Live! (2007 film)                                          | Rick                         |                      |
| 2007 | Fred Claus                                                 | Man Getting Parking Ticket   | Cameo                |
| 2007 | Kabluey                                                    | Brad                         |                      |
| 2007 | P.S. I Love You                                            | William Gallagher            |                      |
| 2008 | The Accidental Husband                                     | Patrick Sullivan             |                      |
| 2008 | Days of Wrath                                              | Bryan Gordon                 |                      |
| 2009 | Watchmen                                                   | Edward Blake                 |                      |
| 2009 | Taking Woodstock                                           | Dan                          |                      |
| 2010 | Shanghai (2010)                                            | Connor                       |                      |
| 2010 | The Losers                                                 | Clay                         |                      |
| 2010 | Jonah Hex                                                  | Jeb Turnbull                 | Não creditado        |
| 2011 | The Resident                                               | Max                          |                      |
| 2011 | Peace, Love & Misunderstanding                             | Jude                         |                      |
| 2011 | Texas Killing Fields                                       | Brian Heigh                  |                      |
| 2011 | The Courier                                                | The Courier                  |                      |
| 2012 | The Possession                                             | Clyde Brenek                 |                      |
| 2012 | Red Dawn                                                   | Sgt. Maj. Andrew Tanner USMC |                      |
| 2014 | The Salvation                                              | Delarue                      |                      |
| 2014 | They Came Together                                         | Frank                        | Cameo                |
| 2015 | Heist                                                      | Luke Vaughn                  |                      |
| 2016 | Presságios de um crime                                     | Agente Joe                   |                      |
| 2016 | Desierto                                                   | Sam                          |                      |
| 2016 | Batman v Superman: Dawn of Justice                         | Thomas Wayne                 |                      |
| 2018 | Rampage: Destruição Total                                  | Agente Russell               |                      |
| 2022 | Fall                                                       | James Connor                 |                      |

### Televisão
| Ano             | Série                          | Personagem            | Notas                                         |
| --------------- | ------------------------------ | --------------------- | --------------------------------------------- |
| 1995            | Extreme                        |                       |                                               |
| 1995            | JAG                            | Weapons Officer       | Episódio "Shadow"                             |
| 1996            | Sliders                        | Sid                   | Episódio "El Sid"                             |
| 1996–1997       | The Burning Zone               | Dr. Edward Marcase    |                                               |
| 2000            | Walker, Texas Ranger           | Jake Horbart          | Episódio "Child of Hope"                      |
| 2001            | ER                             | Firefighter Larkin    | Episódio "The Crossing"                       |
| 2002            | The Practice                   | Daniel Glenn          | Episódio "The Test"                           |
| 2002            | JAG                            | CIA Technician Wally  | 2 episódios                                   |
| 2002            | Angel                          | Sam Ryan              | Episódio "Provider"                           |
| 2002            | The Division                   | Father William Natali | Episódio "Forgive Me, Father"                 |
| 2003            | CSI: Crime Scene Investigation | Undercover Agent #1   | Episódio "All for Our Country"                |
| 2003            | Star Trek: Enterprise          | Xindi-Reptilian       | Episódio "Carpenter Street"                   |
| 2004            | The Handler                    | Mike                  | 2 episódios                                   |
| 2004            | Tru Calling                    | Geoffrey Pine         | Episódio "Two Pair"                           |
| 2004            | Monk                           | Steven Leight         | Episódio "Mr. Monk Takes Manhattan"           |
| 2005            | The O.C.                       | Joe Zukowski          | Episódio "The Accomplice"                     |
| 2005            | Weeds                          | Judah Botwin          | 2 episódios - T1 E2                           |
| 2005–2007       | Supernatural                   | John Winchester       | T1 E1-9-11-16-18-20-21-22 T2 E1-22 T14 E13    |
| 2006–2009       | Grey's Anatomy                 | Denny Duquette        | T2 E13-19 até 27 T3 E16-17 T5 E2-7 a 13-22-23 |
| 2012–2013       | Magic City                     | Ike Evans             |                                               |
| 2014            | Shameless                      | Charlie               |                                               |
| 2015            | Texas Rising                   | "Deaf" Smith          |                                               |
| 2015            | Extant                         | J. D. Richter         |                                               |
| 2015–2016       | The Good Wife                  | Jason Crouse          | T7                                            |
| 2016–2022       | The Walking Dead               | Negan                 | Elenco Regular temporadas 6-11                |
| 2023-atualmente | The Walking Dead: Dead City    | Negan                 | Co-protagonista e produtor executivo          |